# Katib Čelebi
Mustafà ibn Abd Allah, també Hadjji Khalifa, de malnom Katib Çelebi fou un historiador bibliògraf i geògraf, el principal del segle xvii a l'Imperi Otomà, nascut a Istanbul el 7 de febrer de 1609 i mort sobtadament el 6 d'octubre de 1657. Va escriure nombroses obres com a mínim vint-i-dos títols són esmentats a l'Enciclopèdia de l'Islam.